# Dolenja Žaga
Dolenja Žaga je naselje v Občini Kostel brez stalnih prebivalcev. Vsebuje zaselke Lobič, Na Rebri in Trsje.